# Dmitrij Polikarpow
Dmitrij Aleksiejewicz Polikarpow (ros. Дмитрий Алексеевич Поликарпов, ur. 8 maja 1905 w guberni nowogrodzkiej, zm. 1 listopada 1965 w Moskwie) – radziecki działacz partyjny.

## Życiorys
Od 1923 funkcjonariusz Komsomołu, od 1924 członek RKP(b), od 1932 nauczyciel. Do 1935 przewodniczący komitetu wykonawczego rady rejonowej w obwodzie leningradzkim, 1935-1936 kierownik miejskiego oddziału edukacji narodowej w Murmańsku, 1935-1939 zastępca kierownika obwodowego oddziału edukacji narodowej w Leningradzie. Od 31 marca 1939 do 1940 kierownik Wydziału Instytucji Kulturalno-Oświatowych Zarządu Propagandy i Agitacji KC WKP(b), 1940-1942 I zastępca kierownika Zarządu Propagandy i Agitacji KC WKP(b), od 1940 do 19 stycznia 1944 przewodniczący Wszechzwiązkowego Komitetu ds. Radiofonizacji i Radiofonii. Od 19 stycznia 1944 do 1946 sekretarz odpowiedzialny Związku Pisarzy ZSRR, 1946-1949 zastępca dyrektora, a 1949-1951 dyrektor Instytutu Literatury im. Gorkiego, od 26 lipca 1951 do 1954 dyrektor Moskiewskiego Państwowego Instytutu Pedagogicznego im. Lenina. W 1948 zaocznie ukończył Moskiewski Obwodowy Instytut Pedagogiczny i Wyższą Szkołę Partyjną przy KC WKP(b), a w 1950 Akademię Nauk Społecznych przy KC WKP(b), został kandydatem nauk historycznych. W 1954 sekretarz Moskiewskiego Komitetu Miejskiego KPZR, 1954-1955 sekretarz Zarządu Związku Pisarzy ZSRR, od 1955 do 20 grudnia 1962 kierownik Wydziału Kultury KC KPZR, od 25 lutego 1956 do 17 października 1961 członek Centralnej Komisji Rewizyjnej KPZR. Od 31 października 1961 do końca życia zastępca członka KC KPZR, 1962-1965 członek Komisji Ideologicznej KC KPZR, do 1 listopada 1965 ponownie kierownik Wydziału Kultury KC KPZR. Deputowany do Rady Najwyższej ZSRR 5 i 6 kadencji. Odznaczony Orderem Lenina. Pochowany na Cmentarzu Nowodziewiczym.